# Tapfuma Gutsa

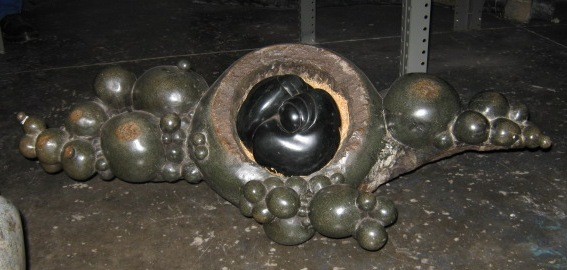
Genésis por Tapfuma Gutsa (2010)

Tapfuma Gutsa  es un escultor de Zimbabue, nacido el año 1956 en Harare.

## Datos biográficos
Nacido en Harare, Gutsa estudió escultura con Cornelius Manguma en la Escuela de Misión Driefontein; después se convirtió en el primer receptor de Zimbabue de un premio del Consejo Británico . La beca le permitió estudiar en Londres desde 1982 hasta 1985, donde recibió un diploma en la escultura de la Escuela de la Ciudad y los gremios de Arte de Londres .
Gutsa es inusual entre los escultores de piedra de Zimbabue por la amplitud de los materiales que utiliza en su trabajo, sus esculturas incorporar metal, papel, madera y otros materiales extraños. Él es el primo de Dominic Benhura, que estudió con él, también ha sido un mentor para muchos artistas jóvenes como Fabian Madamombe.